# Sipelgarahu
Sipelgarahu är en ö i Moonsund utanför Estlands västkust. Det ligger i Ridala kommun i Läänemaa, 110 km sydväst om huvudstaden Tallinn. Arean är 0,03 kvadratmeter. Ön ingår i Matsalu nationalpark.
Sipelgarahu har formen av ett långt och smalt rev. Terrängen på Sipelgarahu är mycket platt och öns högsta punkt är belägen två meter över havet. Sipelgarahu utgör tillsammans med Kumari saar, Valgerahu och Tondirahu en ögrupp som ligger isolerat och centralt i havsområdet Moonsund. Det estländska fastlandet och udden Puise nina ligger cirka 7 km österut och omkring 8 km västerut ligger en större ögrupp som bland omfattar Kõverlaid och Ahelaid